# Vibração (programa de televisão)
Vibração foi um dos primeiros - se não o primeiro - programa de televisão brasileiro dedicado exclusivamente ao Skate. Apresentado por Cesinha Chaves e dirigido por Antônio Ricardo, o programa era transmitido pela TV Record, e foi ao ar de 1984 a 1990.